# Rogožarski PVT
Rogožarski PVT (srb. Рогожарски ПВТ) je bilo enomotorno dvosedežno šolsko vojaško letalo, ki so ga zasnovali v Jugoslaviji v 1930ih. Zgradili so okrog 60 letal.
Podjetje Prva Srpska Fabrika Aeroplana Živojin Rogožarski so ustanovili leta 1924. Okrog leta 1933 so Rudolf Fizir, Sima Milutinović, Kosta Sivčev in Adem Biščević zasnovali PVT. Imel je odprti kokpit in lesen monocoque trup. Krilo je bilo tipa parasol.
420 konjski 7-valjni zvezdasti motor Gnome-Rhône 7K je poganjal dvokraki propeler. 
Pristajalno podvozje je bilo fiksno, opcija je bila tudi namestitev plovcev za pristajanje na vodi.

## Tehnične specifikacije
Podatki iz Grey 1938, str. 314–5c
Splošne značilnosti
- Posadka: 2
- Dolžina: 8,54 m (28 ft 0 in)
- Razpon kril: 11,20 m (36 ft 9 in)
- Višina: 2,81 m (9 ft 3 in)
- Površina kril: 22,1 m2 (238 sq ft)
- Teža praznega letala: 967 kg (2.132 lb)
- Bruto teža: 1.213 kg (2.674 lb)
- Pogon letala: 1 × Gnome-Rhône 7K 7-valjni zvezdasti motor, 310 kW (420 hp)

Zmogljivost
- Maks. hitrost: 240 km/h (149 mph; 130 kn) na nivoju morja
- Višina leta: 7.000 m (22.966 ft)
- Hitrost vzpenjanja: 6,54 m/s (1.287 ft/min) do 2000 m (6562 ft)

Oborožitev

- Strelno orožje: 2 x 7,7 mm Darne